# Keziah Jones

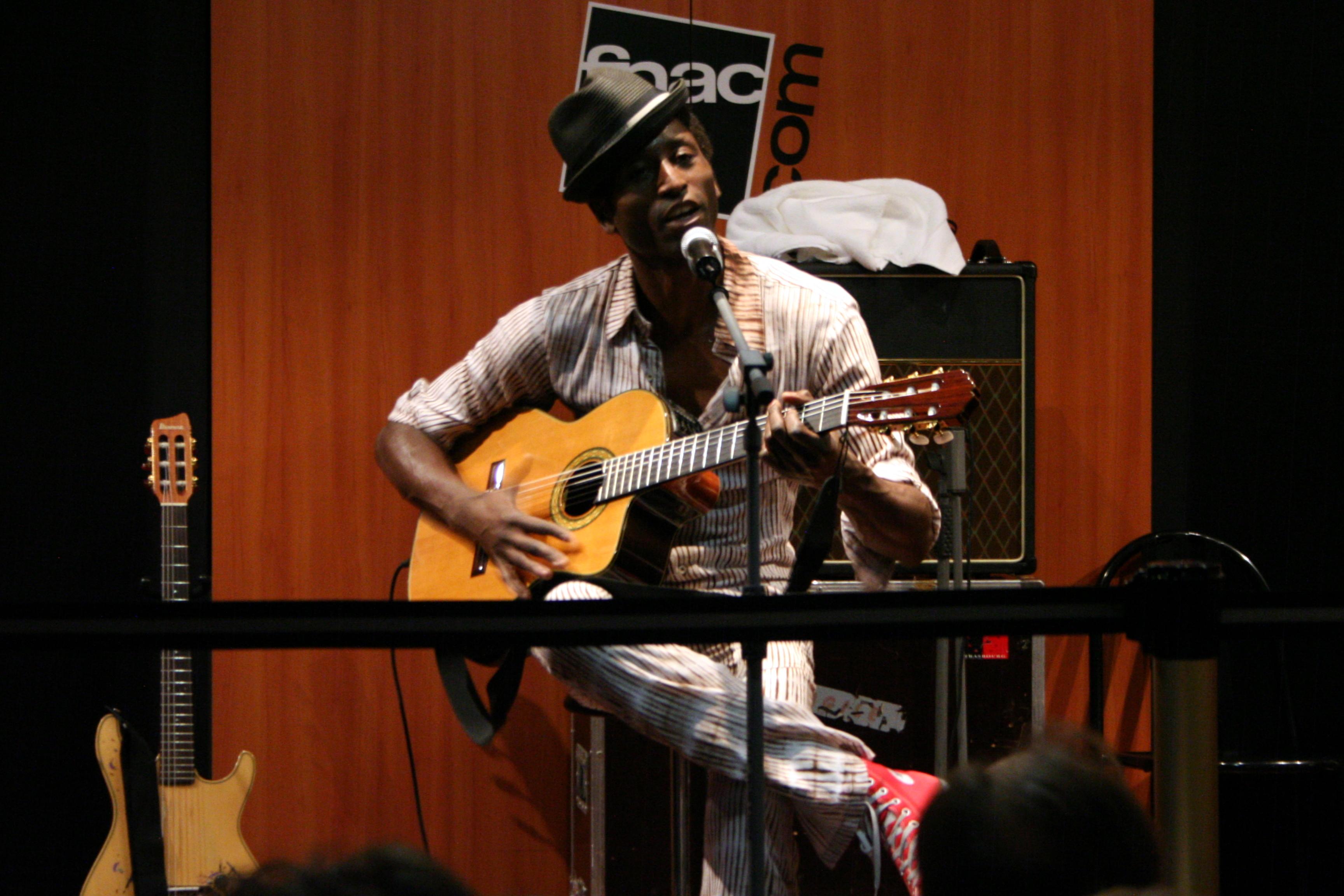
Concerto acústico em Estrasburgo, França, setembro de 2008

Keziah Jones (nascido Olufemi Sanyaolu em 10 de janeiro de 1968) é um cantor, compositor e guitarrista nigeriano. Ele mesmo denomina seu estilo musical de "Blufunk",  uma fusão entre elementos de um blues raiz e um "hard funk", além da influência nigeriana da música iorubá e do soul.
Ele é reconhecido por seu estilo único de tocar guitarra, incluindo sua técnica de percussão com a mão direita semelhante à técnica de slap de um baixista.
Jones viveu sua infância junto à sua grande família na cidade de Lagos, na Nigéria. Aos oito anos foi enviado para estudar em um colégio particular de Londres, pois deveria seguir os passos do pai, um empresário de sucesso, e assumir os negócios familiares.
Aos 13 anos descobriu o velho piano da escola com o qual aprendeu a tocar sozinho e compor canções. Três anos depois passou para o violão, negligenciando cada vez mais os estudos para se apresentar nas ruas, clubes e no metrô de Londres, fugindo constantemente da polícia.
Por vários anos Jones viveu um estilo de vida boêmio entre Londres e Paris. Construiu uma reputação de músico talentoso e artista carismático, dono de um estilo "hard funk" único. Em 1990, enquanto trabalhava em Londres, foi descoberto pelo compositor e ex-tecladista do Sailor e do Culture Club, Phil Pickett que se tornou seu empresário. Pickett assinou com Jones um contrato de composição de longo prazo com a Hit & Run Music Publishing, cujo executivo, Dave Massey, gravou canções de Jones quando estava na Chrysalis Music. Massey continuou envolvido na carreira de Keziah pelos próximos 8 anos. Depois de um flerte breve, mas quase desastroso, com a Capitol Records nos Estados Unidos, em 1992, Pickett assinou com Keziah um contrato para o selo Delabel de Emmanuel de Buretel, através do qual lançou seu álbum de estreia Blufunk Is a Fact . Gravado em Londres com o produtor Kevin Armstrong, incluiu o primeiro single de Keziah, "Rhythm Is Love". Em 2008, Jones gravou cinco álbuns e um DVD ao vivo. Depois de realizar muitos shows e festivais em todo o mundo entre 2009 e 2012, no final de 2012 Keziah Jones estava de volta a Lagos se preparando para gravar seu novo álbum de estúdio com lançamento mundial pela Because Music em 2013
Fela Kuti, Miles Davis e Jimi Hendrix são citados por Keziah como importantes influências.

## Outras linguagens artísticas
Keziah Jones também desenha, pinta e escreve poesia. É fotógrafo e produziu curtas-metragens, entre eles um intitulado BLACKSPEEDTEXT. Este filme, sua música e outras facetas de sua vida artística são um reflexo de suas experiências como artista de rua.

## Vida pessoal
Em 1994 casou-se com a cantora anglo-nigeriana Akure Wall. Eles se separaram em 1996.
Em 14 de janeiro de 2012 casou-se com Hauwa Mukan. Eles se separaram em dezembro de 2013.

## Discografia

### Álbuns de estúdio
| Título              | Detalhes do álbum                                      | Melhores Posições nas Paradas | Melhores Posições nas Paradas | Melhores Posições nas Paradas | Melhores Posições nas Paradas | Melhores Posições nas Paradas |
| Título              | Detalhes do álbum                                      | AUS                           | BEL (FL)                      | BEL (WA)                      | FRA                           | SWI                           |
| ------------------- | ------------------------------------------------------ | ----------------------------- | ----------------------------- | ----------------------------- | ----------------------------- | ----------------------------- |
| Blufunk IS a Fact   | - Lançado: 23 de março de 1992 - Formato: CD           | —                             | —                             | —                             | 56                            | —                             |
| African Space Craft | - Lançado: 27 de março de 1995 - Formato: CD           | 95                            | —                             | —                             | —                             | 16                            |
| Liquid Sunshine     | - Lançado: 10 de maio de 1999 - Formato: CD            | —                             | —                             | —                             | 39                            | 38                            |
| Black Orpheus       | - Lançado: 22 de abril de 2003 - Formato: CD           | —                             | —                             | —                             | 13                            | 22                            |
| Nigerian Wood       | - Lançado: 1 de setembro de 2008 - Formato: CD         | —                             | 73                            | 31                            | 4                             | 14                            |
| Captain Rugged      | - Lançado: 1 de janeiro de 2014 - Formato: CD          | —                             | —                             | 169                           | 58                            | 97                            |
| Rugged Covers       | - Lançamento: 27 de outubro de 2017 - Formato: Mini-CD |                               |                               |                               |                               |                               |

| Título                   | Detalhes do álbum                              | Melhores Posições nas Paradas |
| Título                   | Detalhes do álbum                              | SWI                           |
| ------------------------ | ---------------------------------------------- | ----------------------------- |
| Rhythm Is Love – Best Of | - Lançado: 2 de novembro de 2004 - Formato: CD | 98                            |

- Frinigrô Interestelar (1991)
- Live (1993)
- The African Anarchist (1999)

### Videografia
- Ao vivo no Elysée Montmartre (14 de junho de 2004)

### Músicas Single
| Título                    | Ano  | Melhores Posições nas Paradas | Melhores Posições nas Paradas | Melhores Posições nas Paradas | Álbum                  |
| Título                    | Ano  | AUS                           | FRA                           | Reino Unido                   | Álbum                  |
| ------------------------- | ---- | ----------------------------- | ----------------------------- | ----------------------------- | ---------------------- |
| "Rhythm Is Love"          | 1992 | —                             | 40                            | —                             | Blufunk é um fato      |
| "Where's Life?"           | 1992 | —                             | —                             | —                             | Blufunk é um fato      |
| "Million Miles from Home" | 1995 | 92                            | —                             | 181                           | nave espacial africana |
| "If You Know"             | 1995 | —                             | —                             | —                             | nave espacial africana |

## Filmografia
- Eva & Leon (2015)